# Seti-Merenptah
Seti-Merenptah va ser un príncep egipci de finals de la dinastia XIX. Era fill del faraó Seti II.
Està representat darrere del seu pare al petit temple de Karnak de Seti. La seva figura substitueix una altra, probablement la del canceller Bai. Se suposa que va néixer l'últim any del regnat del seu pare i va morir el quart any de Siptah, tot i que això no està provat.
No s'ha de confondre amb el seu pare, que també se l'anomenava Seti-Merenptah en la seva època com a príncep.